# Захід сонця біля Монмажура
«Захід сонця біля Монмажура» — пейзаж, створений голландським художником Вінсентом ван Гогом у липні 1888 року. Картину було створено під час перебування ван Гога в Арлі. На полотні зображено типові для Середземномор'я зарості кущів, що називаються гарига; на задньому плані ліворуч помітні руїни бенедиктинського абатства Монмажур. Картина зберігається в музеї ван Гога в Амстердамі.
Тривалий час вважалося, що картина була створена не ван Гогом, проте у вересні 2013 року, після тривалої експертизи, це полотно було офіційно визнано твором Вінсента ван Гога.

## Історія
1890 року картину було інвентаризовано серед полотен колекції брата художника Тео ван Гога й 1901 року її було продано.
1908 року картину придбав норвезький промисловець Кристіан Ніколай Мустад. За словами родичів, французький посол у Норвегії запевняв Мустада, що це не справжня картина ван Гога. Полотно лежало на горищі до смерті Мустада, коли його знайшли як частину спадщини. У 1990-х роках картину показали експертам музею ван Гога в Амстердамі, які заперечили авторство ван Гога через відсутність на картині його підпису.
2011 року музей ван Гога започаткував проект з ідентифікації полотна, який тривав два роки. Завдяки новим технологіям, що застосовуються сьогодні під час експертизи творів мистецтва, було підтверджено належність полотна «Захід сонця біля Монмажур» пензлеві Вінсента ван Гога. Картину досліджували як з погляду стилю, так і з погляду матеріалів. Було доведено, що картина створена з використанням тих самих фарб, що й інші полотна ван Гога того періоду.
Додатковим доказом автентичності полотна є лист Вінсента ван Гога до свого брата Тео від 5 липня 1888 року, в якому він описує закінчену ним попереднього дня картину, опис якої збігається з «Заходом сонця біля Монмажур».
Таким чином, уперше з 1928 року вдалося виявити нову картину Вінсента ван Гога.